# Naphtha
Naphtha oder auch Rohbenzin ist die Bezeichnung für eine relativ leichte Erdölfraktion, die in einer Raffinerie aus Rohöl durch fraktionierte Destillation gewonnen wird. Je nach Rohölsorte variieren sowohl der mittlere Siedepunkt als auch die genaue Zusammensetzung des Naphthas.
Neben dem aus Erdöl gewonnenen Naphtha werden auch leichte Destillate von Steinkohleteer und von synthetischem Rohöl aus Ölschiefer so genannt. Steinkohleteer-Naphtha (englisch coal tar naphtha) und Ölschiefer-Naphtha (engl. shale naphtha) unterscheiden sich von Rohbenzin teilweise deutlich in ihrer Zusammensetzung.
Daneben wird auch ein an Cycloalkanen (Naphthenen) reiches Rohöl als Naphtha bezeichnet.

## Eigenschaften, Zusammensetzung und Gewinnung

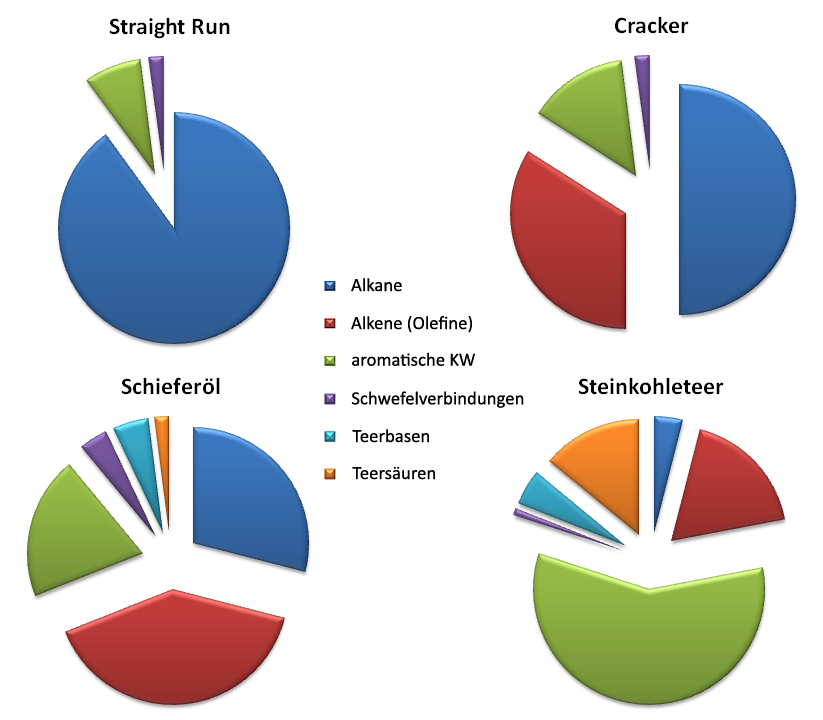
Zusammensetzung verschiedener Naphtha-Typen

### Erdöl-Naphtha (Rohbenzin)
Naphtha gehört zu den sogenannten Leichtsiedern, die bei der atmosphärischen Erdöldestillation (fraktionierte Destillation unter Normaldruck) unmittelbar nach den Gasen, der leichtesten Fraktion, abgeschieden werden. Hierbei entsteht zunächst „Direktnaphtha“ (engl. straight-run, virgin naphtha oder auch full-range naphtha), das hauptsächlich aus gesättigten Aliphaten besteht und in geringem Umfang auch Aromaten (BTEX) sowie Schwefel und Stickstoff enthält. Es ist farblos (mit Kerosingeruch) bis rotbraun (mit aromatischem Geruch), brennbar und nicht in Wasser löslich.
Das Rohnaphtha wird im Naphthasplitter in leichtes Naphtha (Leichtbenzin; engl. straight run gasoline, SRG; light virgin naphtha, LVN), das einen Großteil der C5- und C6-Kohlenwasserstoffe enthält und dessen Siedepunkt in etwa zwischen 30 °C und 130 °C liegt, sowie in schweres Naphtha (Schwerbenzin; engl. straight run benzene, SRB; heavy virgin naphtha, HVN), das einen Großteil der C6- bis C12-Kohlenwasserstoffe enthält und dessen Siedepunkt in etwa zwischen 130 °C und 220 °C liegt, getrennt.
Daneben wird sogenanntes Crackernaphtha durch Cracken aus etwas schwereren Erdölfraktionen (unter anderem Gasöl und Vakuumgasöl) gewonnen, die zuvor entschwefelt und stabilisiert wurden. Zudem wird aus den schweren Rückständen (Nichtsieder) der Vakuumdestillation (Asphalt/Bitumen) im Koker sogenanntes Cokernaphtha gewonnen. Crackernaphtha und Cokernaphtha – zusammen auch als non-straight-run naphtha bezeichnet – enthalten relativ viele ungesättigte nicht-aromatische Kohlenwasserstoffe (Olefine). Cokernaphtha enthält zudem verhältnismäßig viel Schwefel und Stickstoff. Die Entfernung von Schwefel und Stickstoff sowie die Überführung ungesättigter in gesättigte Kohlenwasserstoffe erfolgt durch Zuführung von Wasserstoff (engl. hydrotreating; vgl. Hydrodesulfurierung). Cracker- und Cokernaphtha können danach wie das Straight-Run-Naphtha weiterbehandelt und genutzt werden, dienen aber auch als Ausgangsstoff für die Herstellung sehr leichter Kohlenwasserstoffe im Steamcracker, insbesondere das leichte Naphtha, das in diesem speziellen Zusammenhang auch light distillate feedstock (LDF) genannt wird.

### Ölschiefer-Naphtha
Shale-Naphtha ist ein Produkt der Destillation von synthetischem Rohöl („Schieferöl“), das durch Pyrolyse aus Ölschiefer gewonnen wurde. Es ähnelt in seiner Zusammensetzung dem Crackernaphtha, enthält aber weniger gesättigte Kohlenwasserstoffe und dafür mehr Olefine, Aromate und Schwefel und zudem in geringem Umfang Teersäuren und Teerbasen.

### Steinkohleteer-Naphtha
Coal-Tar-Naphtha ist ein Produkt der Destillation von Steinkohleteer, das bei Temperaturen zwischen 160 und 220 °C gewonnen wird. Es unterscheidet sich deutlich von Erdöl- und Ölschiefer-Naptha durch einen sehr hohen Anteil an Aromaten, einen relativ hohen Anteil an Teersäuren, einen relativ geringen Anteil an Olefinen und einen sehr geringen Anteil an gesättigten Kohlenwasserstoffen. Mit seinem hohen Aromaten-Anteil fällt Steinkohleteer-Naphtha unter den Oberbegriff Solvent Naphtha (Lösungsbenzol, Schwerbenzol). Solvent Naphtha kann auch durch katalytisches Reforming aus Erdöl- und Ölschiefernaphtha erzeugt werden.

## Verwendung
Naphtha ist als Produkt der Erdöldestillation einer der wichtigsten Rohstoffe in der Petrochemie und dient hauptsächlich der Herstellung von Benzinkraftstoffen, Flugzeugtreibstoff (sogenannter Naphtha-Type Jetfuel, z. B. Jet B, der etwas leichter ist und einen niedrigeren Flammpunkt hat als reines Kerosin), sowie als Ausgangsstoff für die BTEX-Herstellung und als Lösungsmittel, beispielsweise als Bestandteil von VM+P Naphtha (Varnish Makers and Painters, eine Art Farbverdünner).
Aus Naphtha kann im Steamcracker unter anderem Ethen gewonnen werden, aus dem sich mittels Hydratisierung Ethanol („Alkohol“) herstellen lässt, das unter anderem für die Herstellung von Arzneimitteln verwendet wird.
Ferner wird „Naphtha“ als wichtiger Bestandteil des Griechischen Feuers genannt, das im Früh- und Hochmittelalter von den Byzantinern in Flammenwerfern und primitiven Handgranaten als gefürchtete Waffe eingesetzt wurde. Hierbei handelt es sich jedoch höchstwahrscheinlich nicht um ein Destillat, sondern um undestilliertes Rohöl, das in schriftlichen Überlieferungen aus dieser Zeit wahlweise als „Petroleum“ oder „Naphtha“ bezeichnet wird.

## Etymologie
Das Wort Naphtha stammt aus dem Griechischen νάφθα náphtha, das wiederum seinen Ursprung im persischen Wort naft für „Erdöl“ hat. Das persische Wort geht vielleicht zurück auf das babylonische Wort naptu „Erdöl“ (von nabatu „leuchten“).
Von Naphtha leiten sich die Bezeichnungen für die Verbindungsklasse der Naphthene und der Name des bicyclischen aromatischen Kohlenwasserstoffs Naphthalin ab.
In einigen slawischen Sprachen (Bulgarisch, Slowakisch, Tschechisch) ist nafta (kyrillisch нафта) die Vokabel für Dieselkraftstoff. Im Polnischen steht das Wort für das dem Diesel ähnliche Petroleum. Im Slowenischen, Kroatischen und Serbischen bedeutet es Erdöl, wie auch das sehr ähnliche russische Wort нефть (neft).

## Rezeption in Bibel und Literatur
Naphtha wird im Zweiten Buch der Makkabäer mit einem biblischen Feuerwunder in Verbindung gebracht. Die Bibelstelle übersetzt «Neftar» mit «Reinigung».
Thomas Mann lässt in seinem Roman Der Zauberberg die fanatische und im übertragenen Sinne also „brennende“ Figur des Jesuiten Naphta auftreten, die sich mit ihrem Antagonisten, dem liberal gesinnten Settembrini, weltanschauliche Dispute bis hin zum Duell liefert.
Auf der Erde des Paralleluniversums, in dem Philip Pullmans Trilogie His Dark Materials überwiegend spielt, ist Naphtha die gängige moderne (englische) Bezeichnung für Erdöl.